# Mistrovství České republiky mládeže v soutěžním lezení
Mistrovství České republiky mládeže v soutěžním lezení (MČR mládeže, MČRM) jsou nejvyšší českou soutěží mládeže a juniorů, kterou pořádá jednou ročně Český horolezecký svaz. Jsou pořádána většinou samostatně v disciplínách lezení na obtížnost, lezení na rychlost a bouldering. Většinou jsou součástí série Českého poháru mládeže, někdy jako poslední závod.

## Kategorie
Dle ročníku narození, postaru od nejmladších závodníků v kategorii D až po kategorii A, později přibyly kategorie A a J(unioři), nově nesou nejmladší kategorie označení U10, U12 a U14 podle mezinárodních standardů.
Rozdělení v kategoriích bylo v roce 2017 následující:
- J 1999 - 1998
- A 2001 - 2000
- B 2002 - 2003
- (U14 / C) 2004 - 2005
- (U12 / D) 2006 - 2007
- (U10 / E) 2008 a mladší

## Přehled závodů
| Rok  | Datum          | Místo                       | Disciplíny | Kategorie              |
| ---- | -------------- | --------------------------- | ---------- | ---------------------- |
| 2001 |                | Jičín, stěna                | obtížnost  |                        |
| 2002 | 4. května      | Nový Bor, stěna             | obtížnost  |                        |
| 2003 | 27. září       | Brno                        | obtížnost  |                        |
| 2004 | 22.-23. května | Nový Bor, stěna             | obtížnost  |                        |
| 2005 | 14. května     | Svitavy, stěna              | obtížnost  | A, B, C, D             |
| 2005 | 18. června     | Liberec, stěna Dlouhý most  | rychlost   | A, B, C, D             |
| 2007 | 14.-15. října  | Praha, stěna Smíchoff       | obtížnost  | A, B, C, D             |
| 2007 | 14.-15. října  | Praha, stěna Smíchoff       | rychlost   | A, B, C, D             |
| 2008 | 4. října       | Nový Bor, stěna             | obtížnost  | A, B, C, D             |
| 2009 | 10. října      | Choceň, stěna               | obtížnost  | A, B, C, D             |
| 2009 | 17. října      | Praha, stěna Adrenaline Pit | rychlost   |                        |
| 2010 | 25. září       | Svitavy, stěna              | obtížnost  | A, B, C, D             |
| 2010 | 17. listopadu  | Svitavy, stěna              | rychlost   | A, B, C, D             |
| 2011 |                | Choceň, stěna               | obtížnost  |                        |
| 2011 | 17. listopadu  | Břeclav, stěna              | rychlost   | J, A, B, C, D          |
| 2012 | 7. října       | Svitavy, stěna              | obtížnost  |                        |
| 2013 | 19. října      | Písek, stěna                | obtížnost  |                        |
| 2013 | 30. listopadu  | Kladno, stěna Kladno        | rychlost   | J, A, B, C, D          |
| 2014 | 4. října       | Praha, Big Wall             | obtížnost  | J, A, B, C, D, E       |
| 2014 | 5. října       | Kladno, stěna Kladno        | rychlost   | J, A, B, C, D          |
| 2015 | 24. října      | Choceň, stěna               | obtížnost  | J, A, B, U14, U12, U10 |
| 2015 | 19.-20. září   | Slaný, náměstí              | bouldering | J, A, B                |
| 2015 | 11. dubna      | Kladno, stěna Kladno        | rychlost   | J, A, B, C, D          |
| 2016 | 28. srpna      | Teplice nad Metují, park    | bouldering |                        |
| 2016 | 15. října      | Brno, stěna Rajče           | obtížnost  | U14, B                 |
| 2016 | 22.-23. října  | Praha, OC Zličín            | obtížnost  | A, J                   |
| 2016 | 17. prosince   | Brno, stěna Duro            | rychlost   | U14, B, A, J           |
| 2017 | 17. června     | Brno, stěna Rajče           | obtížnost  | U14, B                 |
| 2017 | 23.-25. června | Praha, výstaviště Letná     | bouldering |                        |
| 2017 | 28.-29. října  | Praha, OC Letňany           | rychlost   | A, J                   |
| 2018 |                |                             |            |                        |